# Walancina Kaczan
Walancina Iwanauna Kaczan (biał. Валянціна Іванаўна Качан, ros. Валентина Ивановна Качан, Walentina Iwanowna Kaczan; ur. 16 października 1951 w Smoleńsku) – białoruska lekarka i polityk, w latach 2001–2008 deputowana do Izby Reprezentantów Zgromadzenia Narodowego Republiki Białorusi II i III kadencji.

## Życiorys
Urodziła się 16 października 1951 roku w mieście Smoleńsk, w obwodzie smoleńskim Rosyjskiej FSRR, ZSRR. Ukończyła Miński Państwowy Instytut Medyczny, uzyskując wykształcenie lekarza sanitarnego. W 2005 roku ukończyła studia na Wydziale Stosunków Międzynarodowych Akademii Zarządzania przy Prezydencie Republiki Białorusi ze specjalnością „polityka wewnętrzna i dyplomacja”. Pracowała jako lekarz laborant, kierownik laboratorium Pińskiej Miejskiej Stacji Sanitarno-Epidemiologicznej, lekarz bakteriolog w Algierii, zastępczyni głównego lekarza Pińskiego Rejonowego Centrum Higieny i Epidemiologii, główny państwowy lekarz sanitarny obwodu brzeskiego.
12 kwietnia 2001 roku, w wyniku wyborów uzupełniających, została deputowaną do Izby Reprezentantów Zgromadzenia Narodowego Republiki Białorusi II kadencji z Brzeskiego-Wschodniego Okręgu Wyborczego Nr 3. Należała do zjednoczenia deputackiego „Za Związek Ukrainy, Białorusi i Rosji” i grupy deputackiej „Przyjaciele Bułgarii”. Pełniła w niej funkcję członkini Stałej Komisji ds. Ochrony Zdrowia, Kultury Fizycznej, Spraw Rodziny i Młodzieży. 16 listopada 2004 roku została deputowaną do Izby Reprezentantów III kadencji z tego samego okręgu wyborczego. Pełniła w niej funkcję członkini Stałej Komisji ds. Międzynarodowych i Stosunków ze Wspólnotą Niepodległych Państw.

## Odznaczenia
- Medal „Za Zasługi w Pracy”;
- Odznaka „Wybitny Pracownik Ochrony Zdrowia”;
- Gramota Pochwalna Zgromadzenia Narodowego Republiki Białorusi[1].

## Życie prywatne
Walancina Kaczan ma dwie córki.